# STS-132
STS-132是一次美国国家航空航天局的载人航天任务，此次飞行任务使用亚特兰蒂斯号航天飞机执行，是亚特兰蒂斯号航天飞机的第32次也是倒数2次飞行任务。
亚特兰蒂斯号航天飞机载著6名宇航员升空，任务為12天。